# Classificació Decimal de Dewey
La Classificació Decimal de Dewey o Sistema Dewey de Classificació és un sistema de classificació bibliogràfica del coneixement humà, desenvolupat per Melvil Dewey el 1876, amb el títol A classification and subject index for cataloguing and arranging the books and pamphlets of a library, que el 1885 s'edità com a Decimal classification and relatix index. Dewey era bibliotecari de l'Amherst College de Massachusetts, i la seva classificació volia resoldre les problemàtiques de la catalogació i l'accés davant l'augment de les col·leccions.

## Estructura i funcionament
La classificació de Dewey està formada per deu classes o categories, cadascuna de les quals, dividida en deu classes secundàries o subcategories, cadascuna amb deu subdivisions. El seu caràcter decimal es refereix a l'enumeració d'aquestes subdivisions, amb una estructura jeràrquica que a partir de l'índex permet anar creant noves subdivisions per incorporar noves matèries.

## Taules principals
- 000 - Informàtica, informació i obres generals
- 100 - Filosofia i psicologia
- 200 - Religió
- 300 - Ciències socials
- 400 - Llengua
- 500 - Ciència (incloent-hi les matemàtiques)
- 600 - Tecnologia
- 700 - Arts i lleure
- 800 - Literatura
- 900 - Història, geografia i biografies